# Petrified Dunes

Les Petrified Dunes (en français, Dunes Pétrifiées) sont une série de formations rocheuses situées dans le Parc National des Arches, dans le sud-est de l'Utah, aux États-Unis. Les dunes se trouvent juste à côté de la route du parc. La formation a été produite lorsque les anciennes dunes de sable se sont durcies en pierre se pétrifiant sous les effets de l'érosion.

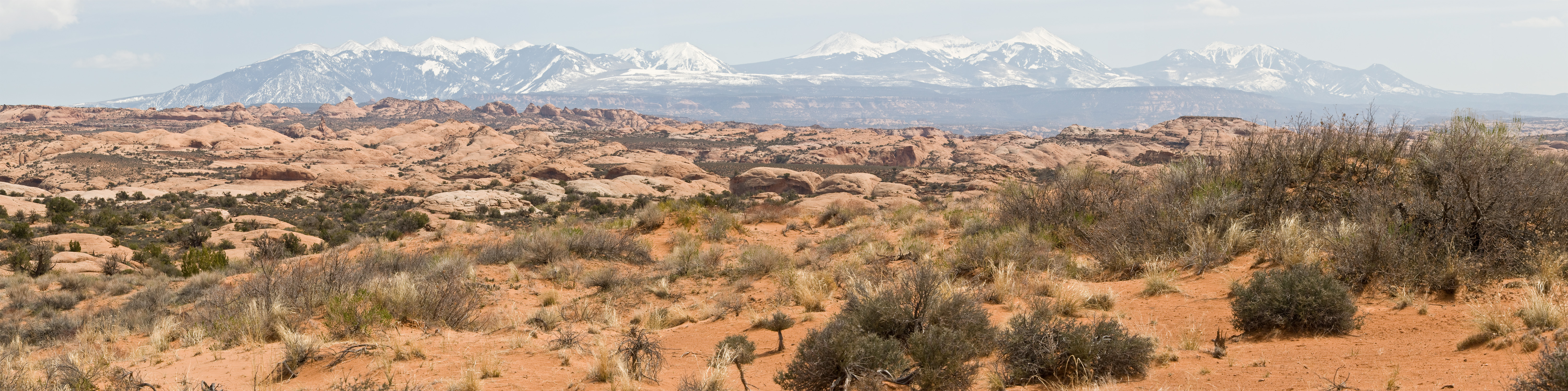
Panorama
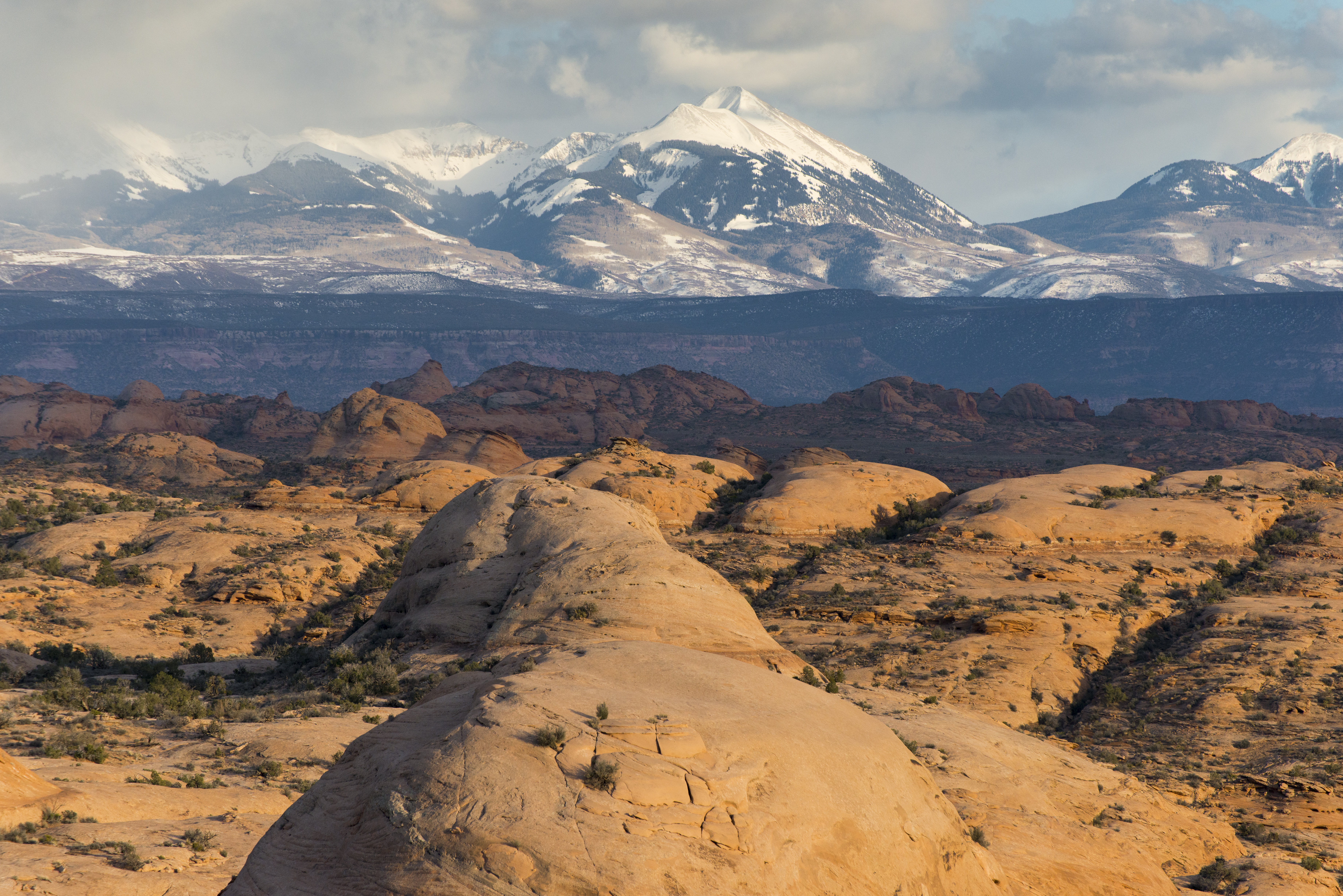
Dunes de pierre
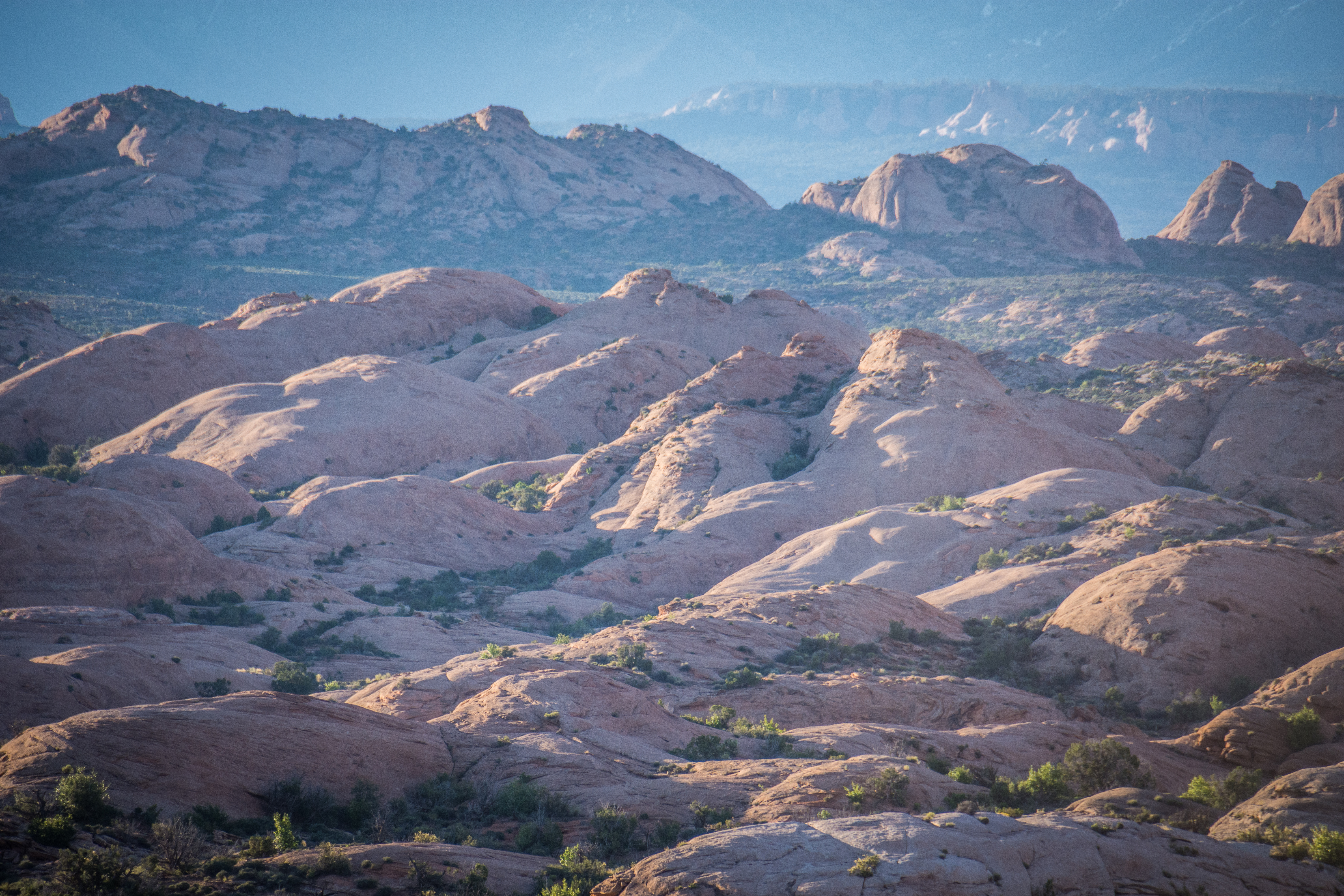
Dunes pétrifiées sous le soleil
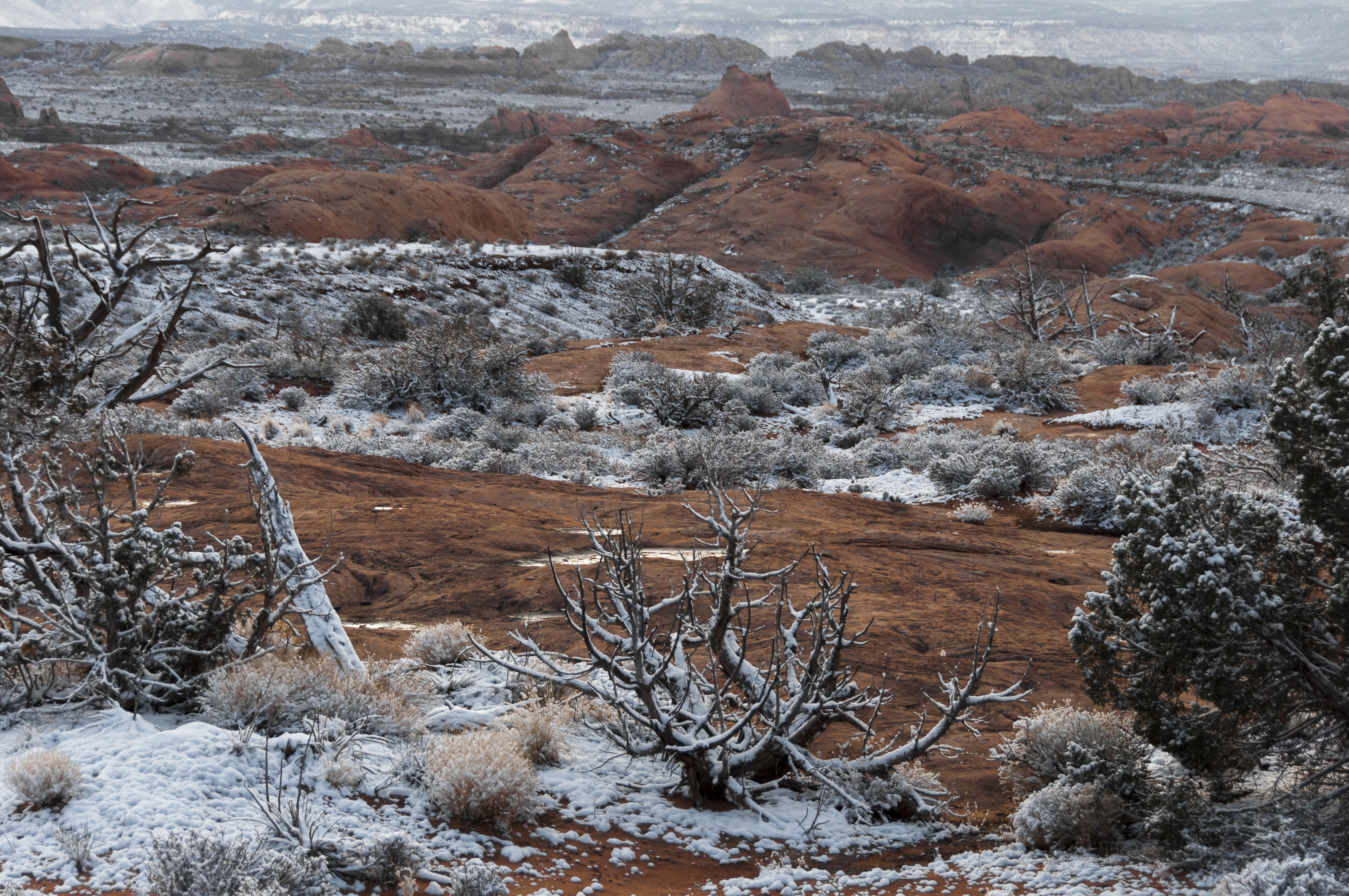
Sous la neige